# Sam Philipe
Pour les articles homonymes, voir Philipe.
Cet article possède un paronyme, voir Sam Phillips (homonymie).
Sam Philipe est un sculpteur israélien. Il est connu pour ses sculptures de figures bibliques et du Nouveau Testament.

## Biographie
Né à Jérusalem.Il a passé un an à New York à restaurer des meubles anciens et à étudier l'art. Quand il est retourné en Israël, il a gagné sa vie en sculptant des animaux en chocolat. Il est servi dans les Forces de défense israéliennes en tant que médecin de combat .
En 1989, il a ouvert son propre atelier à Jérusalem et par la suite, a créé un certain nombre de galeries et de vitrines dans certains des meilleurs hôtels d'Israël.
Le but de Philipe est «d'atteindre Dieu par l'art». Il crée des sculptures basées sur des thèmes bibliques dans la conviction que son travail transporte les téléspectateurs dans les temps anciens et leur permet de ressentir un lien avec la Bible dans leur propre vie.